# Fontenoy-le-Château
Fontenoy-le-Château là một xã, nằm ở tỉnh Vosges trong vùng Grand Est của Pháp. Xã này có diện tích 34,6 km², dân số năm 2005 là 695 người. Xã này nằm ở khu vực có độ cao trung bình 257 m trên mực nước biển.
Dân địa phương tiếng Pháp gọi là Fontecastriens hays Fontenaicastriens.

## Biến động dân số
| 1962                                         | 1968 | 1975 | 1982 | 1990 | 1999 | 2005 |
| -------------------------------------------- | ---- | ---- | ---- | ---- | ---- | ---- |
| 920                                          | 979  | 863  | 785  | 729  | 666  | 695  |
| Số liệu từ năm 1962: Dân số không tính trùng |      |      |      |      |      |      |